# XXV Congresso del Partito Comunista dell'Unione Sovietica
Il XXV Congresso del Partito Comunista dell'Unione Sovietica (PCUS) si svolse dal 24 febbraio al 5 marzo 1976 a Mosca.

## Lavori
I delegati presenti al congresso rappresentavano 15 700 000 iscritti al PCUS. Ai lavori parteciparono inoltre 103 delegazioni di altri partiti comunisti, operai e socialisti.
L'assemblea elesse il nuovo Comitato Centrale: composto da 287 membri effettivi e 139 candidati, si riunì in plenum il 5 marzo e confermò nel ruolo di Segretario generale Leonid Brežnev.